# Таранович, Татьяна Александровна
Татьяна Александровна Таранович (14 января 1916 — 13 ноября 1993) — советский художник-мультипликатор.

## Биография
Родилась 14 января 1916 года.
В 1946 году устроилась работать художником-мультипликатором на студию «Союзмультфильм». Приняла участие в создании более 40 мультипликационных фильмов. Проработала на студии до 1971 года. Ушла с работы в связи с тем, что врачами было обнаружено тяжёлое сердечное заболевание.
Умерла 13 ноября 1993 года. Похоронена в одной могиле с супругом — Владимиром Сутеевым.

## Семья
- Сергей (умер в 1972 году в возрасте 56 лет) — первый супруг[2]
  - Элеонора Сергеевна Лухминская (в 1946 году было 10 лет) — дочь[2][3]
    - Ирина Блинова-Лухминская (родилась незадолго до 1972 года) — внучка[2][3][5]
    - Татьяна (родилась после 1972 года) — внучка[2]
- Владимир Григорьевич Сутеев (1903—1993) — второй супруг (с 1983 года)[2][3][5][6][7][8]

## Личная жизнь
К моменту прихода на студию «Союзмультфильм» (1946 год) Татьяна Таранович уже была замужем, у неё росла дочь. На студии Татьяна познакомилась с Владимиром Сутеевым, который сразу же в неё безумно влюбился. Долгие годы у них продолжался роман в письмах (Сутеев ушёл с «Союзмультфильма» в «Детгиз» в 1948 году, в период работы над мультфильмом «Охотничье ружьё», переквалифицировавшись из режиссёров в писатели и художники), их встречи были редки, в её дом он не приходил. Многие из этих писем сопровождались рисунками или были только рисунками. На этих рисунках Сутеев неизменно был утёнком, а Татьяна Таранович — цыплёнком. В 1972 году умер муж Татьяны — Сергей, но Сутеев к этому моменту был женат на влюблённой в него со школьных лет однокласснице Софье Ивановне, воспитывал пасынка. С конца 1970-х годов Сутеев начал иногда приходить к Таранович на воскресные обеды. В 1982 году Сутеев овдовел. Татьяна Таранович и Владимир Сутеев поженились в 1983 году в возрасте 67 и 80 лет соответственно. Свидетельницей на свадьбе была внучка Татьяны — Ирина. Татьяна расцвела и похорошела. Счастливый брак продлился почти 10 лет, 3 марта 1993 года Владимир Сутеев скончался. Татьяна Таранович пережила любимого супруга всего на несколько месяцев.

## Фильмография
| Год  | Название мультфильма                                  |
| ---- | ----------------------------------------------------- |
| 1947 | «Весёлый огород»                                      |
| 1947 | «Тебе, Москва!»                                       |
| 1948 | «Первый урок»                                         |
| 1948 | «Серая Шейка»                                         |
| 1948 | «Цветик-семицветик»                                   |
| 1949 | «Весенняя сказка»                                     |
| 1949 | «Гуси-лебеди»                                         |
| 1950 | «Девочка в цирке»                                     |
| 1950 | «Крепыш»                                              |
| 1950 | «Сказка о рыбаке и рыбке»                             |
| 1951 | «Высокая горка»                                       |
| 1951 | «Ночь перед Рождеством»                               |
| 1952 | «Зай и Чик»                                           |
| 1952 | «Каштанка»                                            |
| 1952 | «Сармико»                                             |
| 1953 | «Волшебный магазин»                                   |
| 1953 | «Сестрица Алёнушка и братец Иванушка»                 |
| 1953 | «Храбрый Пак»                                         |
| 1954 | «На лесной эстраде»                                   |
| 1954 | «Опасная шалость»                                     |
| 1954 | «Оранжевое горлышко»                                  |
| 1954 | «Стрела улетает в сказку»                             |
| 1954 | «Царевна-лягушка»                                     |
| 1955 | «Заколдованный мальчик»                               |
| 1955 | «Ореховый прутик»                                     |
| 1955 | «Снеговик-почтовик» (Новогодняя сказка)               |
| 1955 | «Стёпа-моряк»                                         |
| 1956 | «Лесная история»                                      |
| 1956 | «Миллион в мешке»                                     |
| 1956 | «Приключения Мурзилки» (1-й выпуск)                   |
| 1957 | «Опять двойка»                                        |
| 1958 | «Кошкин дом»                                          |
| 1958 | «Петя и Красная Шапочка»                              |
| 1959 | «Легенда о Завещании мавра»                           |
| 1959 | «Три дровосека»                                       |
| 1959 | «Янтарный замок»                                      |
| 1960 | «Золотое пёрышко»                                     |
| 1960 | «Королевские зайцы»                                   |
| 1960 | «Мурзилка на спутнике»                                |
| 1960 | «Непьющий воробей. Сказка для взрослых»               |
| 1960 | «Разные колёса»                                       |
| 1961 | «Дорогая копейка»                                     |
| 1961 | «Ключ»                                                |
| 1961 | «Муравьишка-хвастунишка»                              |
| 1961 | «Семейная хроника»                                    |
| 1962 | «Две сказки»                                          |
| 1962 | «Дикие лебеди»                                        |
| 1963 | «Бабушкин козлик. Сказка для взрослых»                |
| 1963 | «Баранкин, будь человеком!»                           |
| 1963 | «Вот так тигр!»                                       |
| 1964 | «Дюймовочка»                                          |
| 1964 | «Новый дом»                                           |
| 1964 | «Почта»                                               |
| 1965 | «Ваше здоровье!»                                      |
| 1965 | «Вовка в Тридевятом царстве»                          |
| 1965 | «Рикки-Тикки-Тави»                                    |
| 1966 | «Про бегемота, который боялся прививок»               |
| 1966 | «Про злую мачеху»                                     |
| 1966 | «Хвосты»                                              |
| 1967 | «Сказки для больших и маленьких»                      |
| 1967 | «Заяц-симулянт»                                       |
| 1982 | «Приключения волшебного глобуса, или Проделки ведьмы» |

## Рецензии, отзывы, критика
История долгой безнадёжной любви Владимира Сутеева к Татьяне Таранович (в кратком виде) была опубликована в 2008 году в книге писателя Владимира Новикова «Люди, которые не рисовались». Ему эту историю поведала сама Татьяна Таранович осенью 1993 года (незадолго до смерти). В книге Новиков показывает сходство историй долгой безответной любви Сутеева и Маргариты Старасте.
Татьяна Таранович обладала удивительными красотой и энергетикой. Многие мультфильмы, в создании которых она принимала участие стали настоящими бриллиантами советской мультипликации. По воспоминаниям дочери — Элеоноры Сергеевны Лухминской, Татьяна Таранович очень сильно любила свою работу, часто работала дома. В квартире повсюду были разложены эскизы. Использовала дочь в качестве позирующей и движущейся модели. Знакомые обращали внимание, что персонажи мультфильмов похожи на Элеонору. По воспоминаниям внучки — Ирины Блиновой Лухманской, её бабушка была перфекционисткой. Пытаясь уловить ритм движения, могла часами вертеться перед зеркалом с приделанным хвостом.
По мнению Виктора Ерёмина, именно светлое, но горькое чувство неразделённой любви к Татьяне Таранович могло послужить причиной того, что Владимир Сутеев начал писать детские сказки.
По воспоминаниям Ирины Блиновой, её бабушка — Татьяна Таранович — была востребованным талантливым художником, яркой, красивой, незаурядной женщиной.
В своё время считалось, что Татьяна Таранович была самой обаятельной женщиной на студии «Союзмультфильм», несмотря на наличие более красивых женщин. Сохраняла она своё обаяние и в шестидесятилетнем возрасте, казалось, что в её присутствии мир становится светлее.
По воспоминаниям Евгения Мигунова, Татьяна Таранович была таинственной и красивой взрослой женщиной, похожей на Татьяну Доронину. Пользовалась дорогим парфюмом. Её голос мило напоминал кошачье мурлыканье. Обладала острым сильным умом, позволявшим легко обсуждать философские, духовно-возвышенные темы. Проявила свой талант в изображении «положительных сцен». При работе над мультфильмом «Волшебный магазин», Мигунов помогал Таранович выполнять мультипликат, фактически выполнял его за неё, прорисовывая практически начисто все рисунки по её черновым схематическим сценам. Получаемые Мигуновым в благодарность потоки обаяния, вздохов и комплиментов способностям заставляли его верить в собственные гениальность и неотразимость, внимание Таранович льстило ему. На студии ходили необоснованные (всё ограничивалось флиртом) слухи о сексуальной связи Мигунова и Таранович, очень расстраивавшие (как и само общение мужа с «интеллигенткой-вампиршей») жену Мигунова — Нину Караваеву.
По мнению Ларисы Хомайко, Татьяна Таранович была очень строгой и цельной, но при этом милой и талантливой, яркой и харизматичной.